# Alekszej Alekszejevics Bruszilov
Alekszej Alekszejevics Bruszilov (oroszul: Алексей Алексеевич Брусилов) (Tiflisz, Grúzia, 1853. augusztus 19. (az új Gergely-naptár szerint augusztus 31.) – Moszkva, 1926. március 17.), az orosz cári haderő tisztje, lovassági tábornok, első világháborús hadvezér. Újszerű taktikai eljárásai a legsikeresebb orosz harctéri parancsnokká tették. Neve az általa irányított 1916-os Bruszilov-offenzíva révén vált széleskörűen ismertté. Az 1917-es februári forradalom után az Ideiglenes Kormány az Orosz Birodalom hadseregének főparancsnokává nevezte ki, a Kerenszkij-offenzíva kudarca után leváltották.

## Élete

### Származása, pályája az első világháborúig
Alekszej Bruszilov az Orosz Birodalomhoz tartozó Grúzia fővárosában, Tifliszben született (ma: Tbiliszi). Édesapja orosz, édesanyja lengyel nemzetiségű volt. Apja a cári hadsereg tábornoka  volt. 1867. június 27-én megkezdte tanulmányait a nemesi osztály fiainak oktatására létesült Birodalmi Hadapród-Kollégium (oroszul: Pazseszkij Korpusz, Пажеский корпус, Apród Hadtest) egyik, tisztképzésre szakosodott osztályában. Zászlósként belépett a Birodalmi Hadseregbe, szolgálatát a tveri 15. (később 43.) dragonyos ezredben kezdte. 1872-re főhadnagyi rangban az ezredparancsnok adjutánsa lett, 1877. október 29-én törzskapitánnyá léptették elő.
Ezredével részt vett 1877–1878-as orosz–török háborúban. A kaukázusi fronton harcolt, kitüntette magát Ardahan és Kars bevételénél, ezért megkapta a 3. osztályú Szent Anna-rendet a kardokkal és koszorúval, valamint a 2. osztályú Szent Szaniszló-rendet a kardokkal.
1881-ben a szentpétervári lovastiszti akadémia docense, 1893-ban a dragonyos fegyvernem vezető oktatója lett.
1898-ban az akadémia helyettes parancsnokává nevezték ki. 1900-ban vezérőrnaggyá léptették elő. 1902-ben az akadémia parancsnokává nevezték ki.
1906-ban a 2. lovas gárdahadosztály parancsnokává, 1909-ben a 14. hadtest parancsnokává nevezték ki. 1912-ben lovassági tábornokká léptették elő, és kinevezték a varsói katonai körzet helyettes parancsnokává.

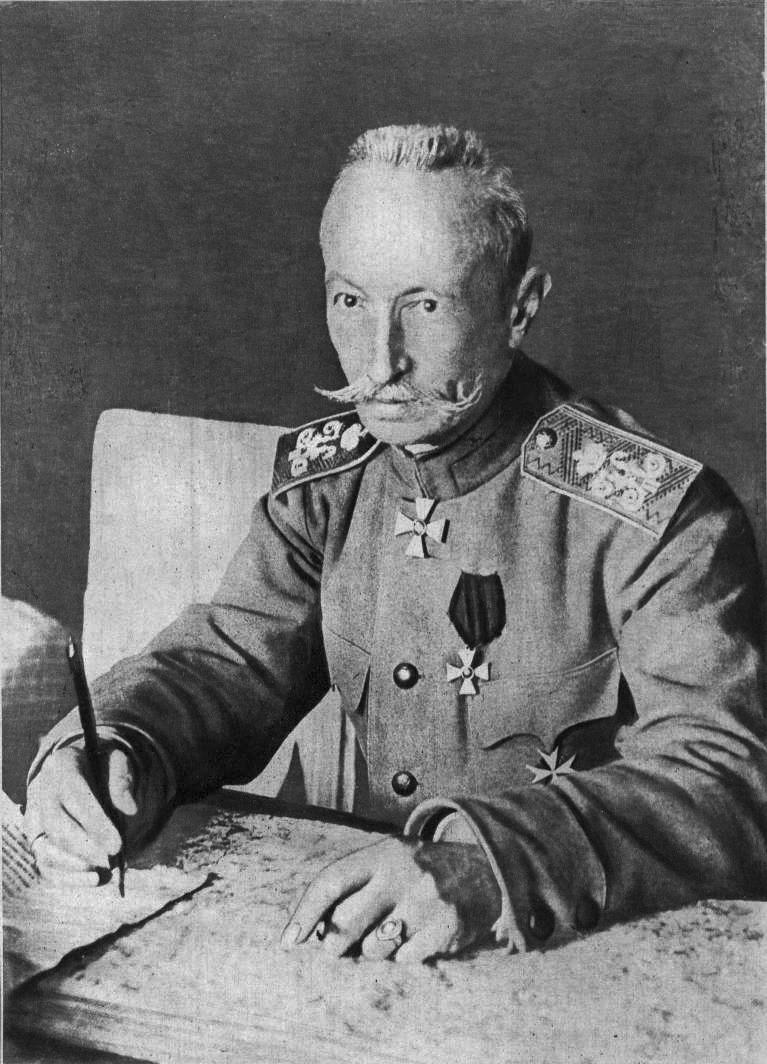
A.A. Bruszilov tábornok
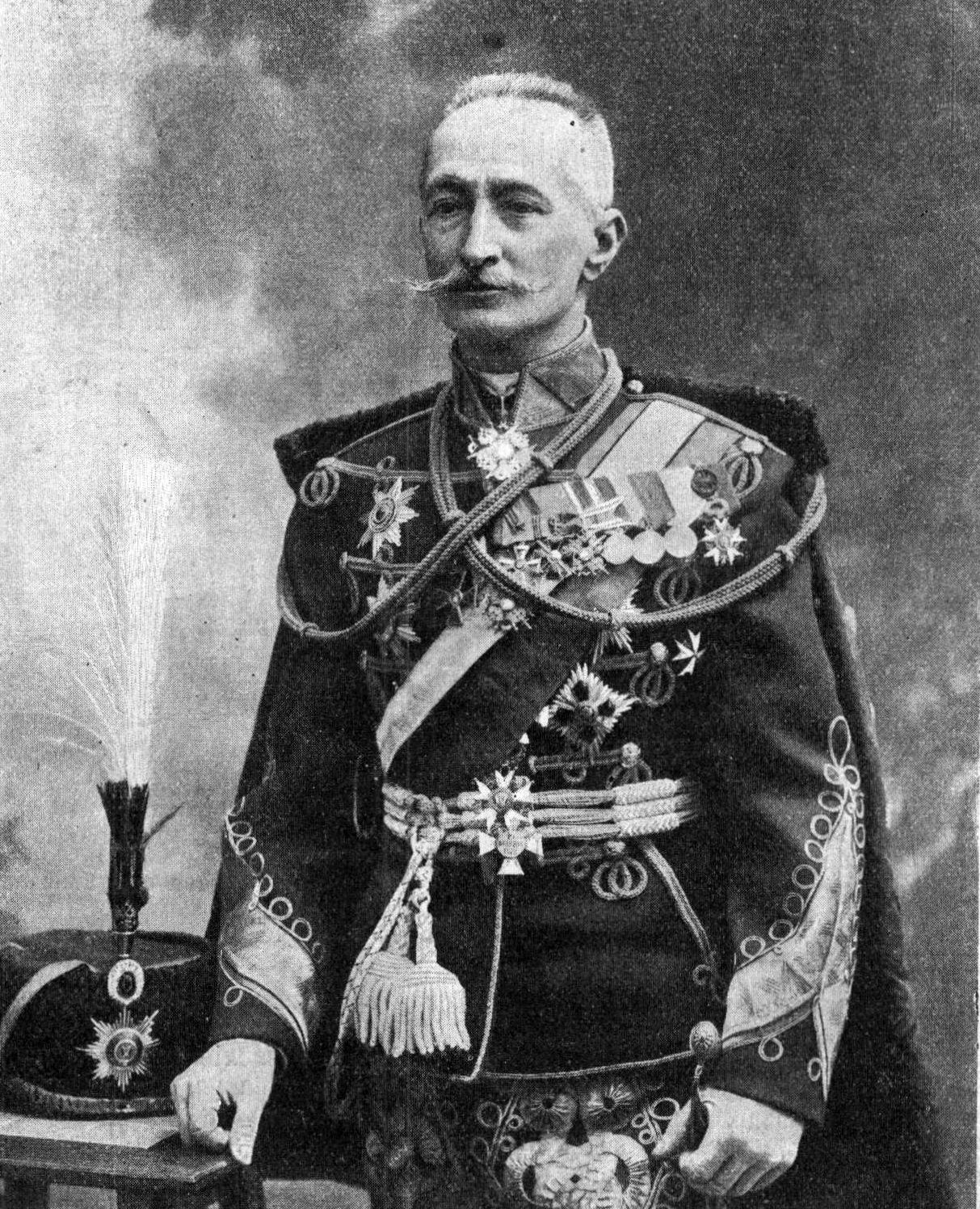
Bruszilov tábornok a gárda díszegyenruhájában
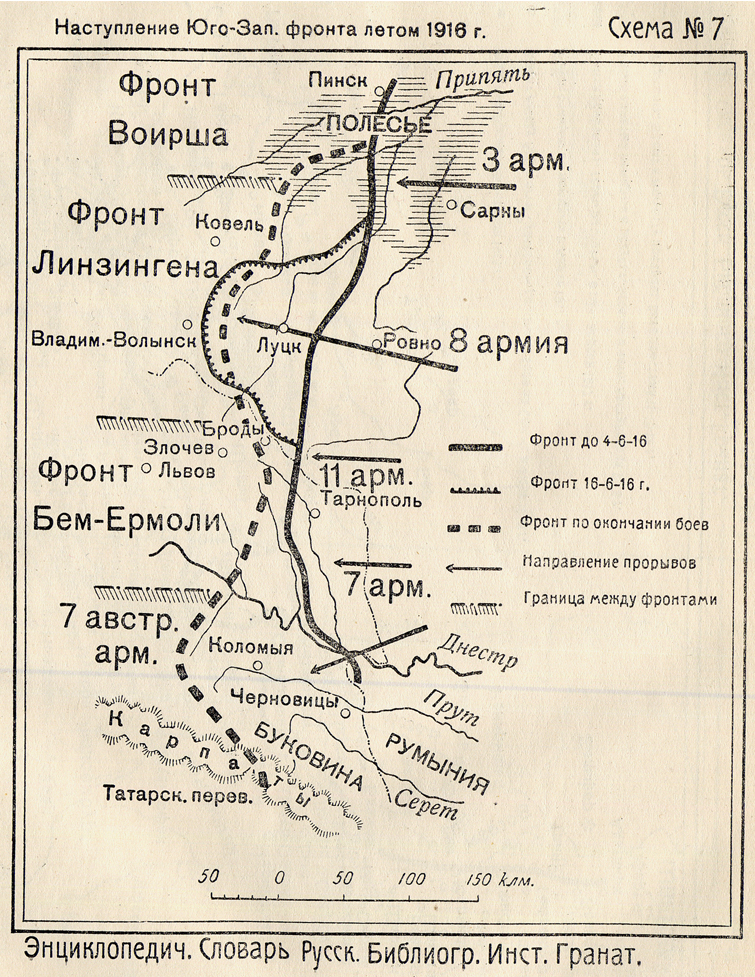
A Bruszilov-offenzíva (orosz térkép)
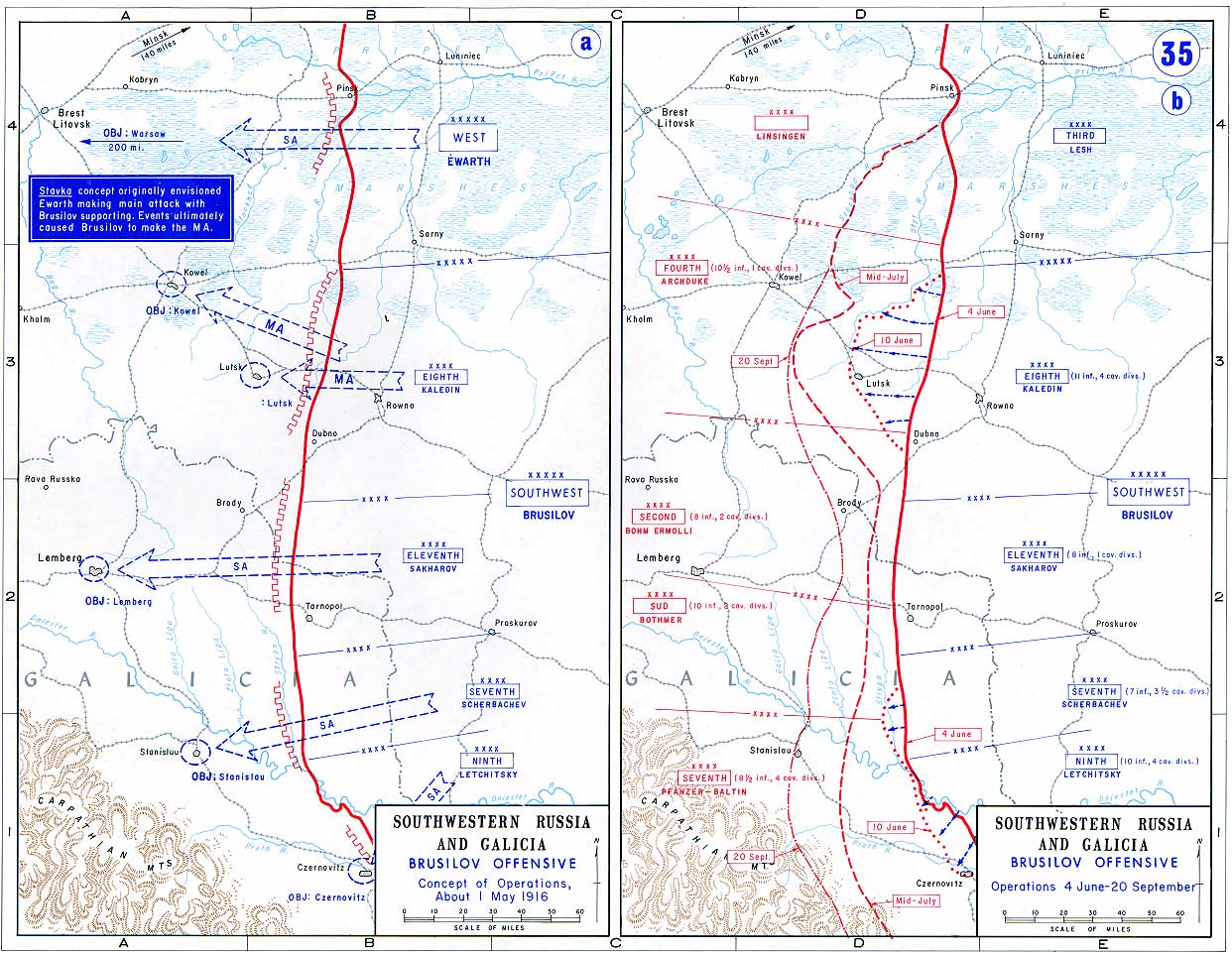
A Bruszilov-offenzíva (angolszász térkép)

### Az első világháborúban

#### Galícia, 1914–1915
Az első világháború kezdetén Bruszilov tábornokot az orosz 8. hadsereg parancsnokságával bízták meg. Jelentős szerepe volt az 1914-es második lembergi csatában elért orosz győzelemben. Hadserege november 20-án a Keleti-Beszkidekben elfoglalta a Lupkovi-hágót, ezzel súlyosan fenyegette a Kárpátok védelmét. December 3-án a Monarchia hadvezetése, kihasználva a Bruszilov 8. hadserege és a Ruzszkij tábornok 3. hadserege közötti rést, Limanowánál áttörte az orosz frontot, és felmentette a Kárpátokat. 1914–1915 telén és 1915 áprilisában a 8. hadsereg véres harcokat folytatott a hágók birtoklásáért. 1915. április 10-én Bruszilovot a főparancsnokság főszárnysegédjévé (Generaladjutant) nevezték ki.

#### A Bruszilov-offenzíva
1916 márciusában Ivanov tábornoktól átvette az orosz Délnyugati Front főparancsnokságát. Ez a frontszakasz a központi hatalmak keleti frontjának déli, galíciai szakaszát jelentette, amely a Pripjaty folyótól húzódott lefelé Bukovináig és a román–magyar határig. Négy hadsereg tartozott a keze alá. 1916 tavaszán a nyugati fronton folyt a csata Verdunért. A nyugati szövetségesek követelték a cártól, hogy Verdun tehermentesítésére indítson támadást keleten. Az április 14-i haditanácson a három orosz frontparancsnok közül csak Bruszilov jelezte, hogy kész támadást indítani annak ellenére, hogy frontszakaszán az orosz csapatok nem voltak létszámfölényben az osztrák–magyar erőkkel szemben. Bruszilov előzőleg sokat tanulmányozta a lövészárokrendszerek és erődített sáncok elleni hatékony támadás lehetőségét, és úgy döntött, széles fronton, több egyidejű koncentrált támadást indít, ami megakadályozza az ellenséget, hogy a kritikus pontokra gyors erősítést mozgasson más helyről.
1916. június 4-én Bruszilov nagy erejű, nem várt támadást indított a Monarchia vonalai ellen. A támadás József Ferdinánd főherceg 4. hadseregét, Böhm-Ermolli tábornok 2. hadseregét és Pflanzer-Baltin tábornok 7. hadseregét érte. A német Déli Hadsereg parancsnokának, Bothmer tábornoknak vegyes hadteste Stanislau és Lemberg közötti frontszakaszon meg tudta tartani állásait, az osztrák–magyar frontszakaszokon az oroszok mindenütt áttörtek, a 4. és 7. hadsereg felbomlott, június közepére szabaddá vált az út az oroszok előtt Lemberg és a Kárpátok hágói felé. A frontok áttörésekor Bruszilov új taktikai módszereket alkalmazott. Az arcvonalat előrevonta, a senki földjét a szokásos másfél kilométerről 100 méteresre szűkítette. Az addigi hadviselésben a támadásokat hosszan tartó tüzérségi előkészítés vezette be, amelynek megszűnése után, messziről indult meg a gyalogos támadás. Bruszilov a rohamokat gyors, jól célzott ágyútűzzel vezette be, ezzel egyidejűleg, meglepetésszerűen közelről indult el a gyalogos támadás, amelyet a jól vezetett tüzérségi tűz folyamatosan tovább kísért. Bruszilov felhagyott a sáncrendszerek ellen vezetett tömegtámadásokkal, ehelyett az ellenséges vonalak gyenge pontjait rohamegységek koncentrált támadásaival törte át, és ezeken át ért el mélységi behatolást. Ezt a harcmodort Bruszilov már korábban is sikerrel alkalmazta saját lucki frontszakaszán, a 8. hadsereg parancsnokaként.
A Bruszilov-offenzíva tehermentesítette a nyugati fronton Verdunt védelmező francia haderőt. Július elejétől az antant a Somme folyónál ellentámadásba ment, amely megakadályozta a jelentősebb német csapatátcsoportosítást a keleti frontra. A Monarchiának félbe kellett szakítania a sikeresen indult dél-tiroli offenzívát, az olaszok augusztus elején meg tudták indítani a hatodik isonzói csatát, amelyben elfoglalták Görz városát. A központi hatalmak mindhárom fő fronton védekezésbe szorultak. A Bruszilov-offenzíva első heteiben az oroszok közel 300 000 hadifoglyot ejtettek, a Monarchia további embervesztesége halottakban, sebesültekben további 200 000 fő volt. A központi hatalmak a világháború addigi legjelentősebb területveszteségét szenvedték el (25 000 km²). Az orosz hadsereg visszafoglalta Czernowitzot, Kelet-Bukovinát és a fontos kárpáti hágókhoz vezető utakat is. A Bruszilov-offenzíva sikere augusztusban Romániát is felbátorította a hadbalépésre. Az osztrák–magyar haderő masszív német támogatásra szorult, és a következő hetek során véres csaták során, súlyos veszteségek árán sikerült a keleti frontot 1916 szeptember végére ismét stabilizálni. A Monarchia hadereje az összeomlás szélére jutott, a világháború végéig már nem is volt képes újabb önálló hadműveletre, haderejének irányítását fokozatosan a németek vették át. A Bruszilov-offenzíva során az oroszok egymillió katonát veszítettek, a Monarchia ugyanennyit, a németek kb. 350 000-et. Egyes orosz történetírók szerint ez a hatalmas emberveszteség egyik kiváltója lett az 1917. februári orosz forradalomnak.
A sikeres hadműveletért Bruszilov tábornok 1916. július 20-án megkapta a legmagasabb orosz katonai kitüntetést, a Szent György-keresztet, és az ehhez járó, gyémántokkal kirakott díszkardot, „Szent György fegyverét” (Георгиевское оружие).

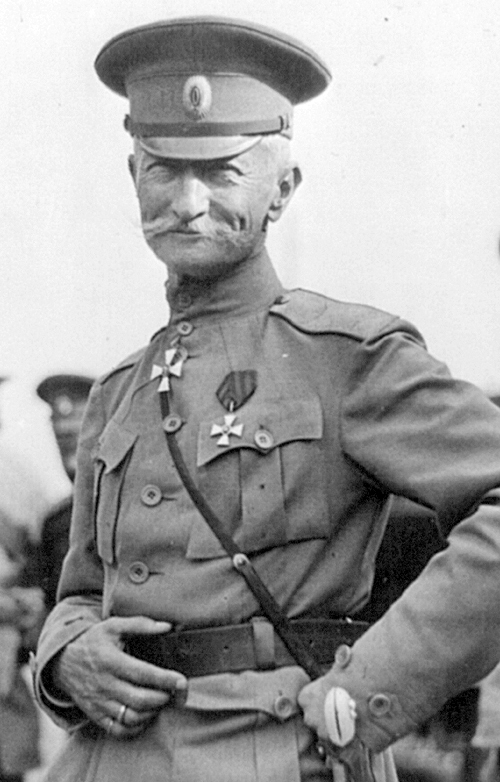
Bruszilov tábornok 1917-ben

### Forradalmak és polgárháború
Az oroszországi forradalmi nyugtalanság kitörésekor Bruszilov tábornok is azokhoz csatlakozott, akik a cár lemondását tartották szükségesnek. 1917. március 13-án (a Julián naptár szerint március 1-jén) táviratot küldött II. Miklós cárnak, amelyben kérte az uralkodót, hogy köszönjön le, és Mihail Alekszandrovics nagyherceget nevezze ki régenssé. Miklós cár 1917. március 15-én (a Julián naptár szerint március 3-án) valóban lemondott. Május 22-én Kerenszkij, az Ideiglenes Kormány hadügyminisztere Bruszilov tábornokot nevezte ki az orosz haderő főparancsnokává, Alekszejev tábornok helyére. Már május 23-án tervet dolgozott ki „önkéntes forradalmi zászlóaljak szervezésére”. Az egymással harcoló politikai csoportok között azonban egyedül maradt. A júliusi szentpétervári zavargások során figyelmeztette Kerenszkijt a bolsevik puccs veszélyére, ennek elhárítására nyomatékosan javasolta a kronstadti hadikikötő lövetését (de ez nem történt meg). Az 1917. július elején indított Kerenszkij-offenzíva kudarca nyomán vetélytársai a forradalom árulójának kiáltották ki. Július 31-én (18-án) leváltották, helyére Kornyilov tábornokot nevezték ki.
Bruszilov elutasította az októberi forradalom révén hatalomra került bolsevik rendszert. Nem vállalt beosztást a Trockij által sebtében megszervezett Vörös Hadseregben, de nem csatlakozott az ellene gyors ütemben megszerveződő erőszakos ellenzéki mozgalmakhoz, sem a fehérgárdistákhoz. Nem értett egyet a bolsevikok hatalmával, de úgy látta, a radikális diktatúra erősítheti az államot és helyreállíthatja Nagy-Oroszországot. A Vörös Hadsereg későbbi polgárháborús győzelmei igazolhatták reményeit: a bolsevikok katonai erőszakkal megakadályozták a peremvidékek elszakadását, az Orosz Birodalom szétesését. A moszkvai központi kormányzat korlátlan hatalmat szerzett. Ezek a fejlemények Bruszilov tábornokban, a Nagy-Oroszország hívében megérlelhette a Vörös Hadsereghez való csatlakozás gondolatát. Bár szimpatizált a fehérek ügyével, de azt aktívan nem támogatta, mert úgy látta, a külföldi intervenciósokkal való szövetségük a Birodalom szétforgácsolását eredményezi.
1919-ben az oroszországi polgárháború során az Orjolnál vívott harcokban elesett egyetlen fia, Alekszej, a Vörös Hadsereg tisztje. Bruszilov tábornokot élete végéig nyomasztotta és lelkiismeret-furdalással töltötte el fiának elvesztése, mivel Alekszej csak azért lépett be a Vörös Hadseregbe, hogy harctéri szolgálatban érdemeket szerezve megóvja édesapját, a volt cári tábornokot a mindenkire gyanakvó bolsevik rendszer megtorlásától.
1920. május 2-án maga Bruszilov is belépett a Vörös Hadseregbe (nem tudható, hogy önként-e vagy közvetett kényszer hatására). A legfelső haderő-főparancsnokság különleges tanácsának elnöki tisztségét kapta meg. Mint tapasztalt lovassági parancsnok, katonai elméleti alapvetést dolgozott ki Bugyonnij tábornok „Vörös Lovashadserege” számára.
1920 végére a Vörös Hadsereg felülkerekedett, november 16-án Vrangel tábornok krími veresége nyomán az utolsó fehér hadsereg is kiszorult Szovjet-Oroszországból. Bruszilov ekkor aláírt és kiadott egy felhívást, amelyben amnesztiát ígért minden fehér tisztnek, aki beáll a Vörös Hadseregbe. Remélte, hogy így sok régi bajtársa életét megmentheti. Több száz volt cári gárdatiszt jelentkezett a felhívásra, de Trockij valamennyiüket agyonlövette, Bruszilov felháborodott tiltakozása ellenére. Ennek ellenére részt vett az 1919–21-es lengyel–szovjet háborúban, mert orosz hazafiként kötelességének tartotta a lengyel támadók elleni fellépést, bár nem kapott jelentősebb harctéri parancsnoki beosztást.

### Utolsó évei

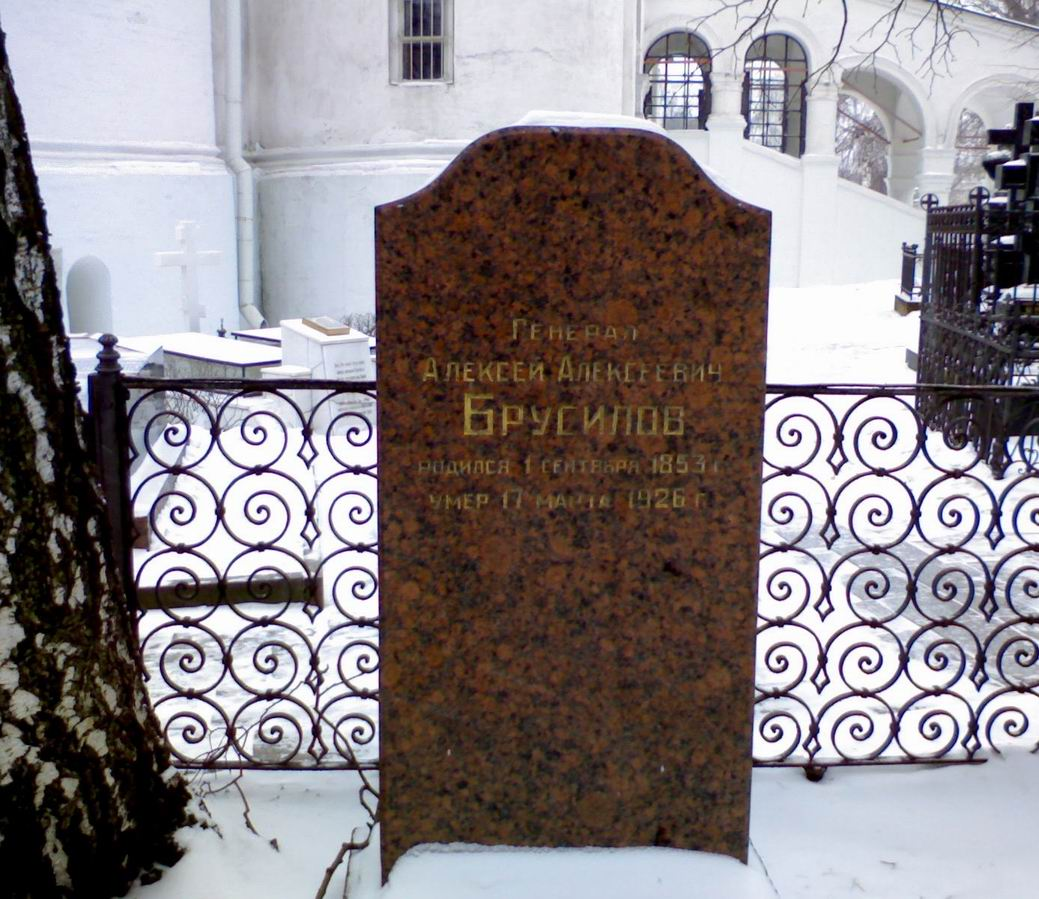
Bruszilov sírja a moszkvai Novogyevicsi temetőben

1921–23 között a lovassági fegyvernem ügyeinek felelőseként dolgozott, mint a ménesek és a lótenyésztés katonai főfelügyelője, 1923–24 között mint a Munkás-paraszt Vörös Hadsereg lovasságának főfelügyelője. 71 éves korában, 1924-ben nyugdíjba vonult. 1924. március 15-én a Forradalmi Katonatanács tagjává választották. Az első világháború legsikeresebb orosz tábornoka igen szegényes körülmények között élt betegeskedő feleségével egy moszkvai társbérletben, amit egy másik házaspárral kellett megosztania.
1926-ban Moszkvában halt meg, szívbénulás következtében. Tisztes állami temetést kapott, a moszkvai Novogyevicsi temetőben helyezték örök nyugalomra. A szertartáson igen sokan vettek részt az átalakuló társadalom mindkét csoportjából: A régi Orosz Birodalmat az egyházi személyek és a polgárság megmaradt tagjai képviselték, az új Szovjet-Oroszországot a bolsevik államhatalom funkcionáriusai és a Vörös Hadsereg tisztjei. Mindkét korszak jelképei szerepeltek a temetésen. Felesége később úgy emlékezett meg az eseményről, mint ahol „az új világ temette a régit”.

## Személyének értékelése
Sir Bernard Montgomery brit tábornagy Bruszilov tábornokot az első világháború hét legkiválóbb harctéri parancsnoka közé sorolta: Falkenhayn, Ludendorff, Musztafa Kemál, Plumer, Monash és Allenby tábornokok mellett.

## Művei
- Мои воспоминания (Visszaemlékezéseim), Vojenyizdat kiadó, Moszkva, 1963, szerk: P.A. Zsilina. (későbbi kiadások 1983., 1990.
  - Magyar nyelvű kiadás: A cár árnyékában (fordította: S. Nyirő József, Zrínyi Katonai Kiadó, Budapest, 1986) ISBN 963-326-698-X
  - Német nyelvű kiadás: Meine Erinnerungen, Berlin, Militärverlag der DDR, 1988.
  - Angol nyelvű kiadás: A Soldier's Note-Book, 1914–1918, Westport, CT, Greenwood Press, 1971 (ISBN 0837150035).